# دنیس واترمن
دنیس واترمن (انگلیسی: Dennis Waterman؛ زادهٔ ۲۴ فوریهٔ ۱۹۴۸ – ۸ مهٔ ۲۰۲۲) بازیگر اهل بریتانیا بود.
از فیلم‌ها یا مجموعه‌های تلویزیونی که وی در آن‌ها نقش داشته‌است، می‌توان به ترفندهای نو و جام جهانی: روایت یک کاپیتان اشاره نمود.

## زندگی شخصی و مرگ
واترمن از طرفداران باشگاه فوتبال چلسی بود. عشق او به فوتبال باعث شد مسابقات دهه هفتاد از سال ۱۹۹۵ تا ۱۹۹۶ را بازتاب دهد.
واترمن که خود در مراسم تشییع جنازه دوستش کول در ۱۲ اوت ۲۰۲۱ به مدح و ستایش از وی پرداخت، در ۸ مه ۲۰۲۲ خودش در بیمارستانی در اسپانیا در سن ۷۴ سالگی درگذشت.